# Joey Houweling
Joey Houweling (Huizen, 7 april 2000) is een Nederlands voetballer die als doelman voor Telstar speelt.

## Carrière
Joey Houweling speelde in de jeugd van SV Huizen en FC Utrecht, waar hij in 2019 een contract tot medio 2021 met een cluboptie voor een extra seizoen tekende. Hij zat in het seizoen 2018/19 al als reservekeeper op de bank bij Jong FC Utrecht, maar hij debuteerde pas het seizoen erna. Dit gebeurde op 20 januari 2020, in de met 2-1 gewonnen thuiswedstrijd tegen Roda JC Kerkrade. Enkele dagen daarvoor zat hij voor het eerst als reservekeeper op de bank bij het eerste elftal van FC Utrecht. Hij bleef nog drie seizoenen bij Jong Utrecht, waarbij hij 12 keer speelde.
Medio 2022 ging Houweling naar Telstar, waar hij de positie van tweede keeper op zich nam. Door een blessure bij eerste keeper Ronald Koeman jr., debuteerde Houweling op 11 november 2022 tegen ADO Den Haag (0-0). In januari 2023 mocht Houweling vier wedstrijden keepen, door wederom een blessure bij Koeman.
In het seizoen 24-25 won Houweling samen met Telstar de play-offs naar de eredivisie.  

## Statistieken
| Seizoen | Club            | Competitie     | Competitie | Competitie | Beker | Beker | Overig | Overig | Totaal | Totaal |
| Seizoen | Club            | Competitie     | Wed.       | Dlp.       | Wed.  | Dlp.  | Wed.   | Dlp.   | Wed.   | Dlp.   |
| ------- | --------------- | -------------- | ---------- | ---------- | ----- | ----- | ------ | ------ | ------ | ------ |
| 2018/19 | Jong FC Utrecht | Eerste divisie | 0          | 0          | 0     | 0     | 0      | 0      | 0      | 0      |
| 2019/20 | Jong FC Utrecht | Eerste divisie | 3          | 0          | 0     | 0     | 0      | 0      | 3      | 0      |
| 2020/21 | Jong FC Utrecht | Eerste divisie | 7          | 0          | 0     | 0     | 0      | 0      | 7      | 0      |
| 2021/22 | Jong FC Utrecht | Eerste divisie | 2          | 0          | 0     | 0     | 0      | 0      | 2      | 0      |
| 2022/23 | Telstar         | Eerste divisie | 6          | 0          | 0     | 0     | 0      | 0      | 6      | 0      |
| 2023/24 | Telstar         | Eerste divisie | 14         | 0          | 1     | 0     | 0      | 0      | 15     | 0      |
| 2024/25 | Telstar         | Eerste divisie | 0          | 0          | 0     | 0     | 0      | 0      | 0      | 0      |
| Totaal  | Totaal          | Totaal         | 32         | 0          | 1     | 0     | 0      | 0      | 33     | 0      |

Bijgewerkt op 2 juni 2025